# 蔣斯千
蔣斯千（1814年12月31日—1894年11月21日），字玉表，是中华民国前總統蔣中正的祖父。
蔣斯千其父为蔣祁增，字懷盛，生於清朝乾隆四十八年（1783年）。生有三子，斯生、斯水、斯千。

## 經歷
蔣斯千字玉表，生於清朝嘉慶十九年（1814年），直到晚年才能在浙江奉化溪口鎮（亦名錦溪村）上開一家玉泰盐铺，以釀酒賣鹽為業，生意不錯，營業因而擴大，兼售大米、菜餅、石灰等，奠定家業:1。蔣斯千把農地出租，在村子裡開鹽鋪:27。後來逐漸富裕，改變了蔣家的社會地位和經濟條件。蔣斯千育有二子，長子蔣肇海（出繼斯千仲兄斯水），次子蔣肇聰，即蔣中正父親。蔣中正幼年是個頑皮孩子，1890年忽發奇想，欲測知自己口腔至會厭深度，戲以箸探入；祖父蔣斯千往問王采玉說：「孫兒恐已啞了？」蔣中正在夢中躍起說：「孫能言，不啞。」聞者大笑:2。光緒二十年（1894年），蔣斯千去世。
蔣中正曾這樣描寫他的祖父：「吾族自仕傑公遷居錦溪以來，累世力勤穡事，敬崇禮讓，勝清三百年間未有一人求通仕籍者，至公以貨殖起家，生計日漸饒裕」，「以商業起家，而尤精於鹽務，家道以之漸亨」。

## 家譜
祖父輩
- 蔣繼全，字永俊，生卒1745年-1791年，蔣鳳星之子，蔣介石高祖父。

父輩
- 蔣祁增，字懷盛，生於清朝乾隆四十八年（1783年），歿於清道光四年(1824年)，蔣繼全獨子，國子監監生。
- 毛氏，蔣祁增大房，蔣斯生與蔣斯水生母。
- 張氏，蔣祁增繼室，蔣斯千生母。

平輩
- 蔣斯生，生母毛氏，蔣祁增長子，房名排定為夏房。
- 蔣斯水，生母毛氏，蔣祁增次子，房名排定為商房，無後緣故過繼斯千長男蔣肇海為後嗣。
- 蔣斯千，生母張氏，蔣祁增三子，房名排定為周房。
- 另有二女分別嫁給榆林陳姓、公棠唐姓。

子輩
- 蔣肇餘，生卒1825年-1884年，蔣斯生之子，無後緣故，過繼堂弟蔣肇聰長子蔣介卿為後嗣。
- 蔣賽鳳，蔣斯生之女，嫁給溪口鎮岩頭村毛鳳揚，生下一女毛阿春，毛阿春曾與表親的蔣介石有一段情緣，因蔣賽鳳反對而斷情緣。
- 蔣肇海，生卒1835年-1883年，蔣斯千長男，過繼仲兄斯水為嗣子，育二子一女，長子蔣周良、次子蔣周清，一女嫁孫秉圭。
- 蔣肇聰，蔣斯千次男，蔣介卿、蔣介石、蔣瑞青等生父。